# Carlos Peralta Gallego
Carlos Peralta Gallego (Málaga,  30 de enero de 1994) es un nadador y médico español, actual director de la Agencia Estatal Antidopaje desde el 2 de octubre de 2024. Es explusmarquista de España en 200 metros estilo mariposa y nadador olímpico.

## Biografía
Nacido en Málaga, es licenciado en Medicina por la Universidad Complutense de Madrid. Pertenece al Club Esportiu Mediterrani de Barcelona.
Dentro de sus competiciones oficiales como nadador, participó en el Campeonato Europeo de Natación de Londres de 2016, donde obtuvo como mejor marca 1:56.42 en la final masculina de nado mariposa. Ese mismo año, fue seleccionado como miembro del equipo olímpico español de los Juegos Olímpicos de Río de Janeiro de 2016, quedando en séptima posición con un mejor tiempo de 1:54.73.
Desde el 2 de octubre de 2024, se desempeña como director de la Agencia Estatal Comisión Española para la Lucha Antidopaje en el Deporte.

## Vida personal
El 23 de junio de 2018, Peralta salió del armario públicamente como gay a través de una entrevista al periódico El Mundo, previo a las celebraciones por el Día Internacional del Orgullo LGBT de ese año, como una manera de visibilizar la homosexualidad en el deporte y conseguir una mayor aceptación social.